# Hieracium atrichopodum
Hieracium atrichopodum es una especie de planta con flor del género Hieracium, de la familia Asteraceae, orden Asterales.

## Distribución
Hieracium atrichopodum se distribuye por Suecia.

## Taxonomía
Fue descrita científicamente por Dahlst. Fue publicada en Exsicc. (Herb. Hierac. Scand.) 13: n.° 99 (1900).